# 新阿拉萨
新阿拉萨是巴西南大河州的一个市镇。总面积74.36平方公里，总人口3775人，人口密度50.8人/平方公里。